# Шатель-Шеэри
Шате́ль-Шеэри́ (фр. Chatel-Chéhéry) — коммуна во Франции, находится в регионе Шампань — Арденны. Департамент коммуны — Арденны. Входит в состав кантона Гранпре. Округ коммуны — Вузье.
Код INSEE коммуны — 08109.
Коммуна расположена приблизительно в 200 км к востоку от Парижа, в 60 км северо-восточнее Шалон-ан-Шампани, в 60 км к югу от Шарлевиль-Мезьера.

## Население
Население коммуны на 2008 год составляло 163 человека.
| 1962 | 1968 | 1975 | 1982 | 1990 | 1999 | 2008 |
| ---- | ---- | ---- | ---- | ---- | ---- | ---- |
| 249  | 279  | 229  | 183  | 193  | 140  | 163  |

## Администрация
| Период | Период | Фамилия       | Партия | Должность |
| ------ | ------ | ------------- | ------ | --------- |
| 2001   | 2008   | Ролан Дестене |        |           |
| 2008   |        | Ален Рикаль   |        |           |

## Экономика
В 2007 году среди 96 человек в трудоспособном возрасте (15—64 лет) 68 были экономически активными, 28 — неактивными (показатель активности — 70,8 %, в 1999 году было 65,1 %). Из 68 активных работали 59 человек (32 мужчины и 27 женщин), безработных было 9 (4 мужчины и 5 женщин). Среди 28 неактивных 5 человек были учениками или студентами, 13 — пенсионерами, 10 были неактивными по другим причинам.

## Достопримечательности
- Бывший монастырь Шеэри (XVIII век). Исторический памятник с 1990 года.[3]
- Замок Шатель.
- Кирпичный завод, теперь дом (XIX век). Памятник культурного значения.[4]

## Фотогалерея
- Мэрия
- Долина около Шатель-Шеэри
- Река
- Карта коммуны